# منتخب البرتغال لاتحاد الرغبي للسيدات
منتخب البرتغال لاتحاد الرغبي للسيدات هو ممثل البرتغال الرسمي في المنافسات الدولية في اتحاد الرغبي في فئة رياضة نسوية. تأسس في 14 مايو 1995.